# Резолюция 141 на Съвета за сигурност на ООН
Резолюция 141 на Съвета за сигурност на ООН е приета на 5 юли 1960 г. по повод кандидатурата на Сомалия за членство в ООН. С Резолюция 141 Съветът за сигурност препоръчва на Общото събрание на ООН Сомалия да бъде приета за член на Организацията на обединените нации.